# سپ دیتریش
یوزف "سپ" دیتریش (به آلمانی: Josef "Sepp" Dietrich) (۲۸ مه ۱۸۹۲ – ۲۱ آوریل ۱۹۶۶) نظامی بلندپایه آلمانی و از اعضای ارشد وافن-اس‌اس در دوره رایش سوم بود که یگان‌های مختلفی را تا سطح ارتش میدانی در جنگ جهانی دوم فرماندهی کرد. در کنار پاول هاوسر، دیتریش یکی از دو تنی بود که درجه اس‌اس-اوبرست-گروپنفورر (معادل ارتشبد) رسید.

## سال‌های اولیه
یوزف دیتریش روز ۲۸ مه سال ۱۸۹۲ به عنوان نخستین فرزند خانواده، در روستای هاوانگن در نزدیکی ممینگن در سوآبیا در پادشاهی بایرن زاده شد. دو برادر و سه خواهر بعدا به جمع خانواده آن‌ها افزوده شد. یوزف از بدو تولد همواره با نام مصغر بایرنی «سِپ» خطاب می‌شد. خانواده او هنگامی که سپ هشت سال داشت، به کمپتن نقل مکان کرد. پس از گذراندن هشت سال در مدرسه، به رانندگی در بخش کشاورزی پرداخت. گفته می‌شود سپ بخشی از دوران کودکی را نیز شاگرد قصاب بوده‌است. سال ۱۹۰۷ در سن پانزده سالگی، همانند جوانان آلمانی دیگر، به سیاحت علاقه‌مند شد و به اتریش، ایتالیا و سوئیس سفر کرد. در این سفرها مقداری زبان ایتالیایی فرا گرفت و در زوریخ در صنعت هتل کارآموزی کرد.
دیتریش سال ۱۹۱۱ به آلمان بازگشت و با وجود علاقه به رسته سواره‌نظام، روز ۱۸ اکتبر همان سال به هنگ ۴ توپخانه صحرایی ارتش بایرن در آوکسبورک پیوست. جهت گذراندن دوره آموزش، در آتشبار ۲ هنگ قرار گرفت. با این حال، تنها یک ماه بعد، ۱۷ نوامبر در پی سقوط از اسب از ارتش کنار گذاشته شد. گفته می‌شود مجدداً به قصابی پرداخت. نقل دیگری دیتریش را در این زمان مشغول کار در نانوایی می‌داند.

## جنگ جهانی اول
با آغاز جنگ جهانی اول دیتریش این بار روز ۶ اوت سال ۱۹۱۴ به عنوان سرباز وظیفه به هنگ ۷ توپخانه صحرایی بایرن پیوست. ماه اکتبر با هنگ ۶ توپخانه ذخیره به فلاندر در جبهه غربی منتقل و تقریباً بلافاصله در جریان نبرد نخست ایپر و نبردهای متعاقب آن، وارد میدان رزم شد. دیتریش در این درگیری‌ها از ناحیه پای راست با برخورد ترکش و از ناحیه چشم چپ با برخورد نیزه سواره‌نظام دشمن، مجروح شد. آثار این جراحات تا آخر عمر با او بود. پس از بهبود، به دانشکده توپخانه بایرن در زونتهوفن فرستاده شد تا به یک افسر جز بدل گردد. تابستان سال ۱۹۱۵ به نبردگاه بازگشت. مدتی بعد در منطقه سُم مجدداً از ناحیه سر مجروح شد و نزدیک بود در اثر انفجار گلوله توپ زنده به گور شود. اطلاعات رسمی از وضعیت او در چند ماه آینده وجود ندارد. به هر حال به نقل از خودش در جبهه ایتالیا حضور داشته و مدال شجاعت اتریش-مجارستان را دریافت کرده‌است. ماه نوامبر سال ۱۹۱۶ به آتشبار ۱۰ توپ پیاده‌نظام در ارتش دهم در ناحیه کامپانیه منتقل شد. در جریان تهاجم بهار سال ۱۹۱۷ فرانسوی‌ها موسوم به «تهاجم نیول»، قسمتی از خط مقدم که ارتشی که دیتریش به آن تعلق داشت در آرامش نسبی بود. با این حال یگان او از ماه مه درگیر نبرد شد. دیتریش با نشان دادن عملکردی مناسب در این درگیری‌ها روز ۱۷ نوامبر نشان درجه ۲ صلیب آهنین را دریافت کرد.
دیتریش روز ۱۹ فوریه سال ۱۹۱۸ در برلین به یگان ۱۳ تانک تهاجمی بایرن ملحق شد. پس از دو ماه آموزش بدون هیچ تانکی، در نهایت با تجربه خدمت در توپخانه، توپچی یکی از دو تانک غنیمتی مارک ۴ بریتانیایی در یگان خود شد. این یگان روز ۲۷ آوریل به خط مقدم در ناحیه یپروپون فرستاده شد تا آن‌جا به آموزش نیروهای خود ادامه دهد. روز ۹ مه دیتریش برای نخستین بار سوار بر یک تانک شد. سه روز بعد یگان او عملیاتی گردید و دو هفته پس از آن در ترکیب ارتش هفتم قرار گرفت تا پشتیان یک عملیات تهاجمی باشد. عملیات روز ۲۷ مه آغاز شد اما با مجروح شدن فرمانده آن، تانک مشارکت اندکی در تهاجم داشت. دیتریش و یگانش به عنوان بخشی از لشکر دویست‌وسی‌وهشتم پیاده‌نظام برای ادامه تهاجم به محور جنوب رن فرستاده شدند. تانک او از بامداد ۱ ژوئن در حمله به قلعه دو لا پومپل مشارکت داشت. به هر صورت پس از رسیدن به خطوط دشمن تانک در یک گودال گلوله توپ گیر کرد. در این حین با عقب رانده شدن دشمن، تانک در در ناحیه بین سنگرهای دو طرف قرار گرفت. تصمیم بر انهدام تانک و بازگشت پیاده به خطوط خودی شد. دیتریش یکی از اجرا کنندگان این تصمیم بود. به جهت تقدیر از عملکرد همراه با خون‌سردی او در این روز زیر آتش دشمن، پنج هفته بعد نشان درجه ۳ صلیب شایستگی نظامی بایرن به سرجوخه دیتریش اعطا شد. در پی ناکامی تهاجم در ناحیه رن، یگان‌های تانک به شارلروآ منتقل شدند. عملیات بعدی برای یگان ۱۳ روز ۱۵ ژوئیه، نخستین روز از اقدام نهایی آلمان در رن موسوم به «تهاجم صلح»، این بار در جنوب شرقی سوآسون بود. تانک جدیدی که دیتریش سوار آن بود همان روز پیش از آغاز حمله با اصابت گلوله توپ دشمن از کار افتاد. تقریباً تمامی دیگر تانک‌های آلمانی در این تهاجم نیز با آتش توپخانه دشمن از دست رفتند. ماه سپتامبر در روزهای پایانی جنگ آلمان تمامی تانک‌های باقی مانده خود را برای اجرای یک ضد حمله گردآورد. یگان ۱۳ به عنوان بخشی از هنگ ۳۷۱ پیاده‌نظام روز ۹ اکتبر ضد حمله‌ای در شمال کامبرای اجرا کرد که با از دست رفتن هر سه تانک آن نتیجه‌ای نداشت. یگان دیتریش در آخرین عملیات خود در این جنگ روز ۱ نوامبر اقدام به جلوگیری از سلطه نیروهای بریتانیایی و کانادایی بر والنسین کرد که موقتاً منجر به عقب راندن دشمن شد. اطلاعاتی از نحوه مشارکت خود دیتریش در این آخرین عمل در دست نیست. یگان ۱۳ که دیگر تانکی برای آن باقی نمانده بود، به آلمان بازگردانده شد.
در پی آغاز انقلاب ۱۹۱۸ در آلمان، دیتریش و یگانش به خِیل نظامیان سرکش پیوستند. جنگ با امضای آتش‌بس ۱۱ نوامبر ۱۹۱۸ به پایان رسید. هر دو برادر کوچک‌تر او در جریان این جنگ کشته شدند. نام دیتریش روز ۲۰ نوامبر مجدداً به فهرست افراد هنگ ۷ توپخانه صحرایی بایرن بازگشت. در پی اعمال محدودیت‌های پیمان ورسای در کاهش شدید اندازه نیروهای مسلح آلمان، دیتریش روز ۲۶ مارس ۱۹۱۹ از خدمت نظامی در نیروی زمینی بایرن منفصل شد.

## پیوستن اس‌اس
دیتریش پس از جنگ مدتی به پلیس بایرن و سپس در مبارزه علیه کمونیسم به فرای‌کور پیوست و در مبارزه خیابانی به تبحر رسید. هنگامی که لهستانی‌ها سال ۱۹۲۰ به سیلزی حمله کردند بخشی از دفع اقدام اشغال‌گرانه این مهاجمان بود. سپس به بایرن بازگشت. در جریان تحولات ملی‌گرایانه در مونشن مورد توجه آدولف هیتلر قرار گرفت و به یکی از نخستین پیروان او بدل شد. در کودتای ناموفق مونشن در ماه نوامبر سال ۱۹۲۳ از حامیان هیتلر بود و احتمالا بدین سبب سال بعد از نیروی پلیس هم کنار گذاشته شد. بین سال‌های ۱۹۲۴ تا ۱۹۲۹ در مونشن بود و به کارهای مختلفی از جمله مسئول پمپ بنزین، پرداخت. در همین حال، دیتریش در تشکیل اس‌اس برای محافظت از جلسات حزب ناسیونال سوسیالیست مشارکت داشت. ماه ژوئن سال ۱۹۲۸ درجه اشتورم‌فورر (معادل ستوان دوم) در اس‌اس دریافت کرد. مدتی محافظ شخصی و راننده هیتلر بود. سفرهای مختلفی با او به نقاط مختلف آلمان داشت. ماه اوت سال ۱۹۲۹ به درجه بریگاده‌فورر (معادل سرتیپ) و ماه دسامبر سال ۱۹۳۱ به درجه گروپن‌فورر (معادل سرلشکر) ترفیع گرفت. ماه مارس سال ۱۹۳۳ فرمانده یگان حفاظتی اشتب‌واشه اس‌اس شد که بعداً به لایب‌اشتاندارته اس‌اس آدولف هیتلر گسترش یافت. به عنوان یکی از مورد اعتمادترین عوامل حاکمیت رایش سوم، دیتریش شخصاً در حوادث موسوم به شب دشنه‌های بلند در روز ۳۰ ژوئن سال ۱۹۳۴ برای سرکوب سران اس‌آ نقش ایفا کرد.

## جنگ جهانی دوم
با آغاز جنگ جهانی دوم در ماه سپتامبر سال ۱۹۳۹ دیتریش با درجه اوبرگروپن‌فورر (معادل سپهبد) هنگ موتوریزه لایب‌اشتاندارته آدولف هیتلر را در کارزار لهستان فرماندهی کرد. با این یگان از رود ویستولا گذشت، مولدین را تصرف کرد و رو به ورشو پیش رفت. سپس در نبرد فرانسه از ماه مه سال ۱۹۴۰ حضور یافت و در پیشروی نیروهای هاینتس گودریان به سمت کانال مانش مشارکت نمود. نیروهای او به‌شکل بی‌پروایی مبارزه می‌کردند و نتیجتاً متحمل تلفات زیادی شدند. خود دیتریش همواره در میانه معرکه بود و در یک مورد با هدف قرار گرفتن خودرو حاملش تا سر حد مرگ رفت. با پایان موفقیت‌آمیز این نبرد، دیتریش روز ۴ ژوئیه سال ۱۹۴۰ نشان عالی صلیب شوالیه صلیب آهنین را دریافت کرد. دیتریش بسیار مورد توجه هیتلر قرار داشت و کارزار تبلیغاتی آلمانی‌ها سعی در بدل ساختن او به یک اسطوره می‌کرد.
او یگان خود را با موفقیت زیادی بهار سال ۱۹۴۱ در کارزار بالکان رهبری نمود. نیروهای او با پیشروی بسیار سریع، خط مکاستاس را شکستند و ۵۰٬۰۰۰ نفر نیروهای یونانی و مستعمرات بریتانیا را اسیر کردند. یگان دیتریش با توانی بالغ بر ۱۱٬۰۰۰ نفر در حد یک تیپ، در مراحل اولیه عملیات بارباروسا، تهاجم به شوروی به عنوان بخشی از گروه ارتش جنوب، در انهدام ارتش ششم شوروی در نزدیکی ژیتومیر نقش داشت. در ادامه این یگان در نواحی اومان، ماریوپول، تاگانروگ و روستوف نبردهای سختی تجربه کرد. عملکرد قابل ملاحظه نیروهای آن به‌خصوص در رزم شدید دفاعی زمستانه، توانمندی‌های این یگان و سایر نیروهای وافن-اس‌اس را برای فرماندهان ورماخت به اثبات رساند. روز ۳۱ دسامبر سال ۱۹۴۱ برگ‌های بلوط صلیب شوالیه به دیتریش اعطا شد.
یگان به‌شدت آسیب‌دیده دیتریش تابستان سال ۱۹۴۲ از خط مقدم عقب کشیده شد و برای بازسازی و ارتقا به لشکر پانتسرگرنادیر به فرانسه رفت. این لشکر بهترین تجهیزات در دسترس را دریافت کرد. لشکر لایب‌اشتاندارته اس‌اس آدولف هیتلر ماه فوریه سال ۱۹۴۳، پس از نبرد استالینگراد، به جبهه شرقی بازگشت. این لشکر در دو ماه آینده در جریان بازپس‌گیری خارکوف متحمل تلفات سنگین شد. دیتریش روز ۱۴ مارس سال ۱۹۴۳ شمشیرهای صلیب شوالیه را دریافت کرد. لشکر او در درگیری‌های نواحی بلگورود و پروخوروفکا در جریان نبرد کورسک در اوایل ماه ژوئیه، دوباره تقریباً منهدم شد.
دیتریش مدت کوتاهی بعد به آلمان بازگشت تا سپاه ۱ اس‌اس را تشکیل دهد. این سپاه در ابتدا متشکل از دو لشکر لایب‌اشتاندارته اس‌اس آدولف هیتلر و لشکر تازه‌ایجاد شده دوازدهم زرهی اس‌اس هیتلریوگنت بود؛ با این وجود در زمان‌های مختلف لشکرهای دیگری از اس‌اس و همچنین یگان‌هایی از نیروی زمینی را نیز شامل می‌شد. اوایل سال ۱۹۴۴ قرارگاه دیتریش در بروکسل استقرار داشت. پس از پیاده شدن متفقین در ساحل نرماندی در ماه ژوئن، سپاه دیتریش درگیر نبردهای دفاعی شدید و متعاقباً مأمور به اجرای ضد حمله زرهی در ناحیه کان شد. با برگشتن ورق جنگ علیه آلمان و برتری تام متفقین بر میدان‌های نبرد، رفته‌رفته شروع به انتقاد آشکار از هیتلر کرد. به هر صورت راضی به اقدام علیه جان هیتلر نبود و به مشارکت در کودتای ۲۰ ژوئیه متهم نشد. دیتریش روز ۱ اوت به درجه اوبرست‌گروپن‌فورر (معادل ارتشبد) نائل آمد و در تقدیر از مشارکت در نبرد نرماندی پنج روز بعد، ۶ اوت سال ۱۹۴۴، مفتخر به دریافت الماس‌های صلیب شوالیه شد. دیتریش موقتاً ترفیع گرفت و به فرماندهی ارتش پنجم زرهی در جبهه کان رسید. بیشتر لشکرهای این ارتش در اختیار او عمل نمی‌کردند و برای ضدحمله ناموفق در آورانژ استفاده شدند. عدم وفوق در مقابل دشمن این یگان را با از دست دادن بیشتر خودروهایش وادار به یک عقب‌نشینی طولانی به سمت رود سن نمود. ماه اکتبر برای تهاجم آردن به فرماندهی ارتش ششم زرهی منصوب گشت اما هیچ نقشی در برنامه‌ریزی آن نداشت. نیروی او شامل چهار لشکر زرهی اس‌اس و یک لشکر زرهی نیروی زمینی می‌شد که همگی در اثر نبردهای پیشین به بسیار تضعیف شده بودند. ارتش او در جناح شمالی تهاجم از ماه دسامبر قرار داشت. با وجود پیشروی اولیه، قادر به دستیابی به اهداف نشد. با شکست این عملیات ماه ژانویه سال ۱۹۴۵ با بقایای این یگان با عنوان ارتش ششم زرهی اس‌اس، راهی شرق شد تا در مجارستان خط مقدمی علیه شوروی ایجاد کند. ماه مارس در تهاجم کم‌حاصل در ناحیه دریاچه بالاتون مشارکت کرد. در مقابل یورش دشمن به همراه نیروهایش به سمت اتریش رانده شد. دیتریش روز ۸ مه خود را در کرمس تسلیم نیروهای آمریکایی کرد.

## پس از جنگ
دیتریش پس از جنگ سال ۱۹۴۶ محاکمه شد و به اتهام کشتن اسرای جنگی آمریکایی توسط نیروهای ارتش ششم زرهی در مالمدی در جریان تهاجم آردن، توسط متفقین به حبس ابد محکوم گردید. او را در دژ لندسبرگ زندانی کردند؛ جایی که هیتلر زمانی ۲۲ سال پیش در آن در بند بود. این حکم چهار سال بعد به ۲۵ سال زندان تقلیل یافت. با این وجود، پس از فروکش کردن جو پس از جنگ، با درخواست تجدید نظر ماه اکتبر سال ۱۹۵۵ آزاد شد. متعاقباً مجدداً دستگیر و این بار توسط دادگاهی در آلمان غربی محاکمه و به اتهام دست داشتن در اعدام سران اس‌آ در شب دشنه‌های بلند، ماه اوت سال ۱۹۵۸ به ۱۸ ماه زندان محکوم گشت. این بار هم در زندان لندسبرگ بود. باز هم تنها پس از پنج ماه به جهت مشکلات جدی سلامتی، سال ۱۹۵۹ از بند آزاد شد و به نزد خانواده‌اش در لودویگسبورگ بازگشت. در دوران بازنشستگی در سازمان کهنه‌سربازان اس‌اس فعالیت داشت. هیچ کتاب خاطراتی از او باقی نمانده است. اوبرست‌گروپن‌فورر پیشین اس‌اس یوزف دیتریش در نهایت روز ۲۱ آوریل سال ۱۹۶۶ در ۷۳ سالگی در اثر حمله قلبی در لودویگسبورگ درگذشت. بیش از ۵٬۰۰۰ تن از هم‌رزمان سابقش در وافن-اس‌اس در مراسم خاکسپاری او شرکت کردند.